# Нижние Становцы
Ни́жние Становцы́, бывш. Станешти (рум.), Становцы Долишни (укр.) (укр. Нижні Станівці, Станівці Долішні) — село в Брусницкой сельской общине Вижницкого района Черновицкой области Украины.
До 2020 года входило в Кицманский район
Население по переписи 2001 года составляло 1990 человек. Почтовый индекс — 59357. Телефонный код — 3736. Код КОАТУУ — 7322586001.